# Relations entre la Norvège et les Philippines
Les relations entre la Norvège et les Philippines sont les relations extérieures entre la Norvège et les Philippines.

## Histoire
Les relations officielles entre la Norvège et les Philippines ont été établies le 2 mars 1948. La Norvège a une ambassade à Manille. Les Philippines ont une ambassade à Oslo.
Il y a environ 3 000 norvégiens aux Philippines, engagés dans des affaires, impliqués dans des œuvres caritatives ou résidant dans le pays avec leurs familles.
Il y a environ 25 000 philippins en Norvège.